# John Tyler Bonner
John Tyler Bonner (12 mai 1920 - 7 février 2019) est un biologiste américain, professeur au Département d'écologie et de biologie évolutive de l'Université de Princeton. Il est un pionnier dans l'utilisation des myxomycètes cellulaires pour comprendre l'évolution et le développement. Au cours d'une carrière de 40 ans, il est l'un des plus grands experts mondiaux des myxomycètes cellulaires . Ainsi, l'Université d'État de l'Arizona affirme que l'établissement et la croissance de la biologie développementale et évolutive doivent une grande dette aux travaux des études de Bonner. Son œuvre d'un accès aisé, écrite avec une clarté inhabituelle ainsi que ses contributions ont rendu accessibles à un large public de nombreuses idées complexes de la biologie.

## Carrière
Bonner est le professeur émérite George M. Moffett de biologie à l'Université de Princeton. Il est formé à l'Université Harvard entre 1937 et 1947, mis à part un passage dans l'armée de l'air des États-Unis de 1942 à 1946. Il rejoint rapidement la faculté de l'Université de Princeton, devenant président du département de biologie entre 1966 et 1977, puis en 1983-84 et 1987-88.
Il détient quatre doctorats honorifiques et est membre de l'Association américaine pour l'avancement des sciences. Il est nommé membre de l'Académie nationale des sciences en 1973.
Il est chercheur invité à l'Indian Institute of Science en 1993 et à l'Académie indienne des sciences en 1990. Il est également professeur invité au Brooklyn College, au Williams College et à l'University College de Londres. Il est Sheldon Travelling Fellow en 1941 au Panama et à Cuba pendant ses études supérieures, Rockefeller Traveling Fellow en 1953 à Paris, en France, et obtient des bourses Guggenheim en 1958 et de 1971 à 1972 à Édimbourg, en Écosse. Il est titulaire d'une bourse postdoctorale senior de la Fondation nationale pour la science à Cambridge, en Angleterre, en 1963. Il reçoit également des bourses de la Fondation du Commonwealth Book Fund en 1971 et entre 1984 et 1985 à Édimbourg, en Écosse, et une bourse du Josiah Macy, Jr. Foundation Book Fund en 1978 à Édimbourg, en Écosse. Il est décédé en février 2019 à l'âge de 98 ans.

## Travaux
Il écrit plusieurs livres sur la biologie du développement et l'évolution, de nombreux articles scientifiques et produit un certain nombre d'ouvrages en biologie. Il est surtout connu comme l'un des plus grands experts mondiaux sur les moisissures visqueuses et a ouvert une nouvelle voie scientifique en faisant de Dictyostelium discoideum un organisme modèle central pour examiner certaines des questions majeures de la biologie expérimentale. Il a défini la complexité d'un organisme comme le nombre de types de cellules qu'il contient, bien que les théoriciens de la complexité ne soient pas d'accord[réf. nécessaire], et a soutenu que les taxons végétaux et animaux qui ont évolué plus tard, ont un plus grand nombre de types de cellules que leurs prédécesseurs, et a cherché une explication acceptable pour le néo-darwinisme.
Ses œuvres comprennent :
- Les Myxomycètes Cellulaires
- L'évolution de la complexité au moyen de la sélection naturelle[5] ,
- L'évolution de la culture chez les animaux
- Des cycles de vie
- Morphogenèse : un essai sur le développement
- Sur le développement : la biologie de la forme, Harvard University Press
- Cellules et sociétés
- Premiers signaux
- Les idées de la biologie
- Soixante ans de biologie
- Taille et cycle
- Pourquoi la taille compte : des bactéries aux baleines bleues
- Vies d'un biologiste : Aventures dans un siècle de science extraordinaire, Harvard University Press.
- Aléatoire dans l'évolution . Princeton University Press, Princeton, NJ 2013, (ISBN 978-1-400846429) .

Son autobiographie, Lives of a Biologist: Adventures in a Century of Extraordinary Science, remporte le prix ForeWord Magazine Book of the Year 2002.

## Soutien de la théorie de l'évolution
Bonner participe à l'un des premiers efforts américains pour exprimer un soutien scientifique à l'évolution. Le biologiste américain lauréat du prix Nobel Hermann J. Muller fait circuler une pétition en mai 1966 intitulée : « L'évolution biologique est-elle un principe de la nature bien établi par la science ? Bonner a signé ce manifeste, avec 176 autres biologistes américains de premier plan, dont plusieurs lauréats du prix Nobel .

## Ouvrages
- La vie d'un biologiste : Aventures dans un siècle de science extraordinaire, John Tyler Bonner, Harvard University Press, 24 mai 2002, (ISBN 0-674-00763-8)
- Sur la croissance et la forme, D'Arcy Wentworth Thompson, John Tyler Bonner (éditeur), Cambridge University Press ; Édition abrégée, 31 juillet 1992, (ISBN 0-521-43776-8)
- Pourquoi la taille compte : des bactéries aux baleines bleues, John Tyler Bonner, Princeton University Press, 13 septembre 2006, (ISBN 0-691-12850-2)
- On Size and Life (Scientific American Library), Thomas McMahon, John Tyler Bonner, Scientific American Library, mai 1985, (ISBN 0-7167-5000-7)
- Soixante ans de biologie, John Tyler Bonner, Princeton University Press, 8 juillet 1996, (ISBN 0-691-02130-9)
- Taille et cycle: un essai sur la structure de la biologie, John Tyler Bonner, Princeton University Press, janvier 1966, (ISBN 0-691-08033-X)
- Les idées de la biologie, John Tyler Bonner, Dover Publications ; Nouvelle édition Ed, 11 novembre 2002, (ISBN 0-486-42419-7)
- L'évolution de la culture chez les animaux, John Tyler Bonner, Princeton University Press, 1er mai 1983, (ISBN 0-691-02373-5)
- Évolution et développement (rapport de recherche sur les sciences de la vie), John Tyler Bonner, Springer, février 1982, (ISBN 0-387-11331-2)
- Cycles de vie, John Tyler Bonner, Princeton University Press ; Nouvelle édition Ed, 3 avril 1995, (ISBN 0-691-00151-0)
- Cellules et sociétés, John Tyler Bonner, Princeton University Press, 1957, (ASIN B000GP02EI)
- Les moisissures visqueuses cellulaires (Enquêtes dans les sciences biologiques), John Tyler Bonner, Princeton University Press, 1959, (ASIN B0006AVVYS)
- L'évolution de la complexité au moyen de la sélection naturelle, John Tyler Bonner, Princeton Univ Press, octobre 1988, (ISBN 0-691-08493-9)
- Premiers signaux : l'évolution du développement multicellulaire., John Tyler Bonner, Princeton University Press, 15 février 2001, (ISBN 0-691-07038-5)
- Les idées de la biologie. Avec des dessins d'Ann Cox. , John Tyler Bonner, Methuen (Livres universitaires), 1965, (ASIN B000L5PVT4)
- Morphogenèse Un essai sur le développement, John Tyler Bonner, #Princeton University Press, 1952, (ASIN B000J0MOMS)
- On Development: The Biology of Form (Commonwealth Fund Publications), John Tyler Bonner, Harvard University Press, janvier 1974, (ISBN 0-674-63410-1)
- L'échelle de la nature : une vue panoramique des sciences, John Tyler Bonner (auteur), Patricia Collins (illustratrice), Harper & Row, 1969, (ASIN B000M1Q7EU)
- Recherches sur les myxomycètes cellulaires : articles sélectionnés de JT Bonner, John Tyler Bonner, Indian Academy of Sciences, 1991, (ISBN 81-85324-10-7)